# سیری افتدال
سیری افتدال (انگلیسی: Siri Eftedal؛ زادهٔ ۲۲ مهٔ ۱۹۶۶) بازیکن هندبال اهل نروژ است.